# Sleehak

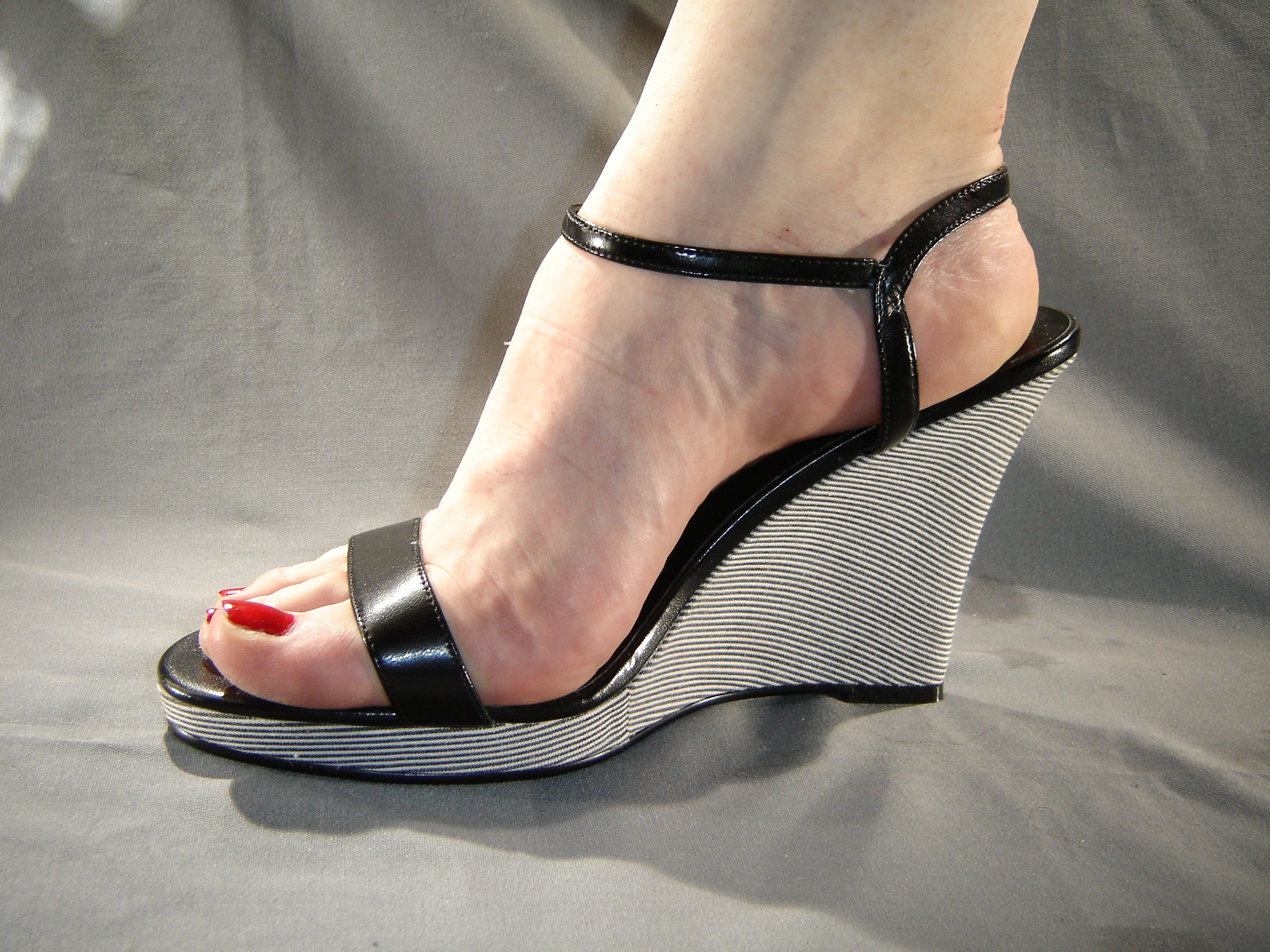
Schoen met hoge sleehak

Een sleehak is een hak onder een schoen of laars met de vorm van een wig. Een sleehak wordt gemaakt uit één stuk materiaal, meestal rubber. De sleehak is hierdoor zowel de zool als de hiel van de schoen. Het ontwerp van de sleehak dateert uit het oude Griekenland.

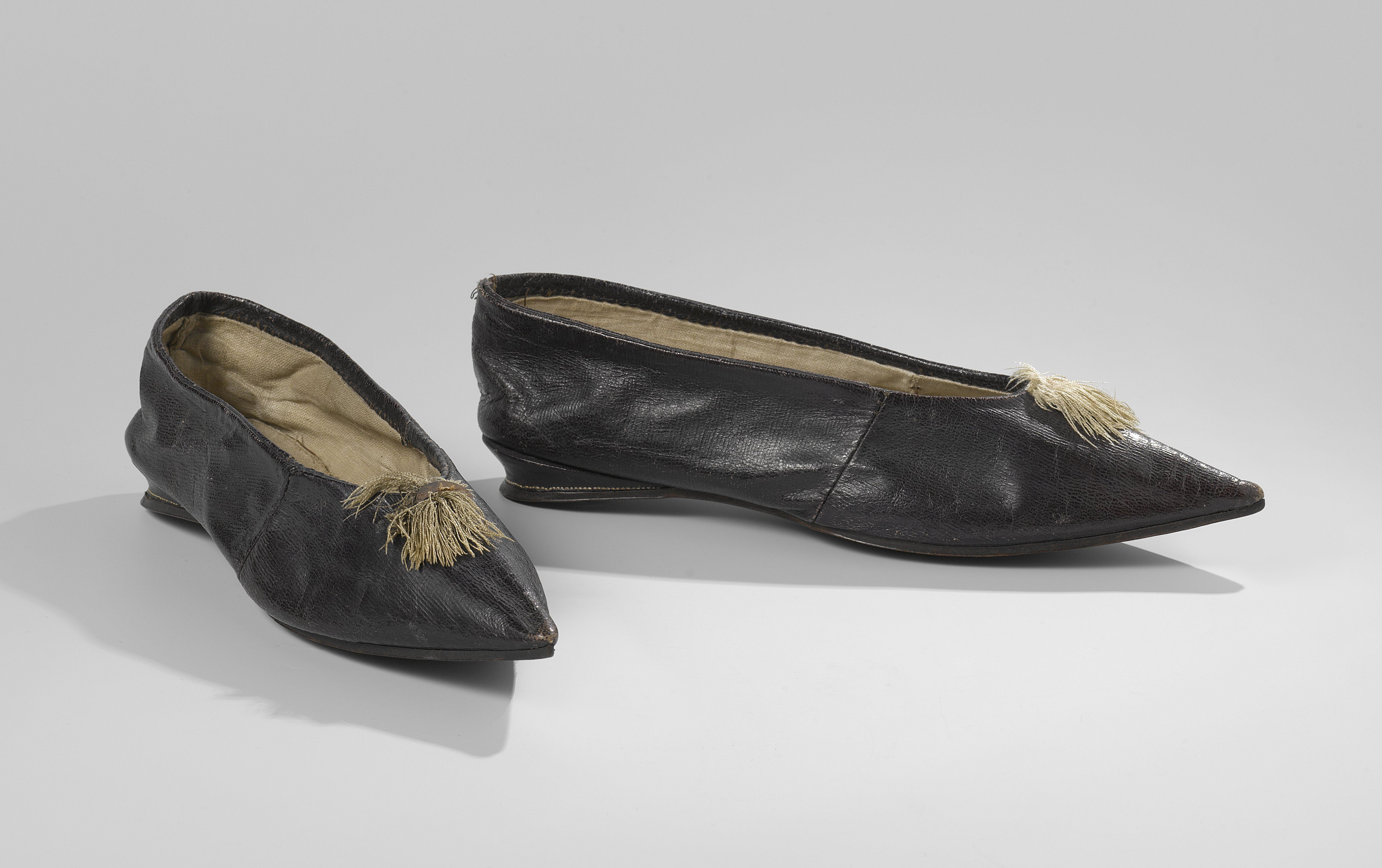
Sleehak uit 1800-1810, Rijksmuseum Amsterdam

Uit het begin van de 19e eeuw zijn ook sleehakken bekend, alleen zijn die lager dan de sleehakken die in de 20e eeuw in de mode kwamen.
Sleehakken worden vooral toegepast bij schoenen voor vrouwen. De sleehak kan aan de achterzijde veel hoger zijn dan aan de voorzijde van de schoen, waardoor die dan in feite een schoen met een hoge hak wordt.
Het voordeel van de sleehak is dat het gewicht van de drager van de schoen over een groter oppervlak wordt verdeeld dan bij het andere extreem, de stiletto. Daardoor worden de voeten en enkels minder belast. Sleehakken worden wel toegepast in combinatie met een plateauzool. De zijkant van de schoen wordt dan zo groot, dat deze voor opvallende ontwerpen, kleuren of structuren gebruikt kan worden.

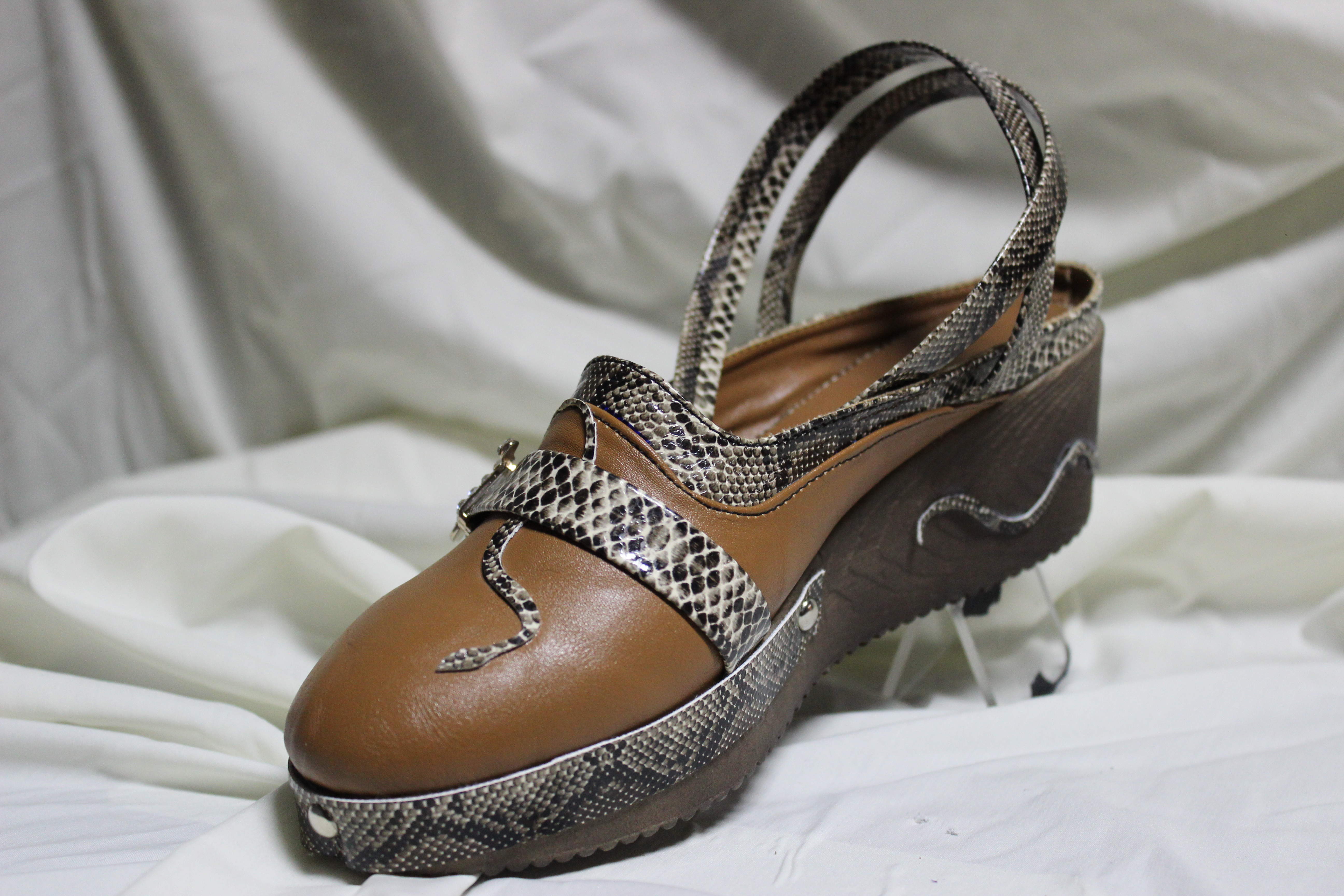
Schoen met een lage sleehak

Sleehakken kwamen met name in de mode door de ontwerpen van Salvatore Ferragamo, die deze hak in de jaren 1930 introduceerde op de Italiaanse markt. Hij gebruikte met name kurk, omdat dat een licht materiaal is. Ferragamo had zich ten doel gesteld een orthopedische schoen te ontwerpen en het comfort van platte schoenen te combineren met de elegantie van hoge hakken.
Sleehakken bij herenschoenen hebben meestal juist een lage hak. Laarzen met sleehakken kwamen in de mode in de jaren 1970.